# سیپاریا

سیپاریا (به انگلیسی: Siparia) شهرکی در کشور ترینیداد و توباگو، استان سیپاریا است که جمعیت آن در سرشماری سال ۲۰۰۵ میلادی ۵٫۵۳۰ نفر بوده‌است.